# Giancarlo Crosta
Giancarlo Crosta (* 7. August 1934 in Pianello del Lario; † vor oder am 23. September 2024) war ein italienischer Ruderer, der 1960 Olympiazweiter wurde.
Der 1,82 m große Giancarlo Crosta ruderte bei den Olympischen Spielen 1960 auf dem Albaner See zusammen mit Tullio Baraglia, Renato Bosatta und Giuseppe Galante in der Bootsklasse Vierer ohne Steuermann. Sie unterlagen im Vorlauf gegen das sowjetische Boot und qualifizierten sich über den Hoffnungslauf für das Finale. Dort gewann der Vierer aus den Vereinigten Staaten mit zweieinhalb Sekunden Vorsprung vor den Italienern, die ihrerseits eine knappe Sekunde vor dem sowjetischen Boot über die Ziellinie fuhren. 1961 trafen der sowjetische und der italienische Vierer in der gleichen Besetzung wie 1960 im Finale der Europameisterschaften erneut aufeinander, die Italiener gewannen die Goldmedaille vor dem Boot aus der Sowjetunion und dem Boot aus der Bundesrepublik Deutschland.